# Parochialrecht
Das Parochialrecht ist die Inanspruchnahme zuziehender Angehöriger einer Religionsgemeinschaft als Mitglied und ermöglicht es einer Religionsgemeinschaft, die Zugehörigkeit ihrer Mitglieder zu bestimmten Gemeinden allein von deren Wohnsitznahme abhängig zu machen, sich also nach dem Parochialprinzip zu organisieren, es ist also die staatskirchenrechtliche Antwort auf die Selbstorganisation einer Konfession nach dem Parochialprinzip.
Ein Mitglied ist also immer Teil der örtlichen Gemeinde dieser Religionsgemeinschaft oder Konfession, diese Gemeindemitgliedschaft wechselt mit einer Übersiedlung in das Gebiet einer anderen Pfarrgemeinde automatisch. Ob von diesem Recht Gebrauch gemacht wird, hängt auch von der personellen und finanziellen Ausstattung der jeweiligen Konfession ab, so ist es möglich, dass eine sich erst organisierende, „klassische“ Konfession die z. B. durch Einwanderung erst im Entstehen begriffen ist, von diesem Recht zunächst keinen Gebrauch macht, bis sie durch ihre Entwicklung dazu in der Lage ist.
Das Parochialrecht ist ein Körperschaftsrecht, d. h., es steht solchen Religionsgemeinschaften mit Körperschaftsstatus zu, z. B. in Österreich allen staatlich anerkannten Konfessionen und Religionsgemeinschaften.  Für Religionsgemeinschaften mit kleinerer Mitgliederzahl und nur wenigen Ortsgemeinden ist das Parochialrecht von höchster Bedeutung, da sie sonst den Kontakt zu ihren Mitgliedern völlig verlieren würden, wobei es aber trotzdem vorkommen kann, dass das Parochialrecht mangels organisatorischer Möglichkeiten nicht ausgenutzt wird, so der aktuelle  Stand in Deutschland 2008.  Als Beispiel für die Nutzung des Parochialrechts kann die Evangelische Kirche H.B. in Österreich gelten, die mit nur neun
Pfarrgemeinden das gesamte Staatsgebiet Österreichs abdeckt.
Jüngere religiöse Strömungen, etwa Evangelikale oder Baptisten, kennen kein Parochialrecht, sondern sind in Personalgemeinden organisiert, ein Mitglied bleibt also auch im Falle einer Übersiedlung Mitglied „seiner“ Gemeinde, sofern es seine Mitgliedschaft nicht selbst beendet.